# ジャクソン (ミシガン州)

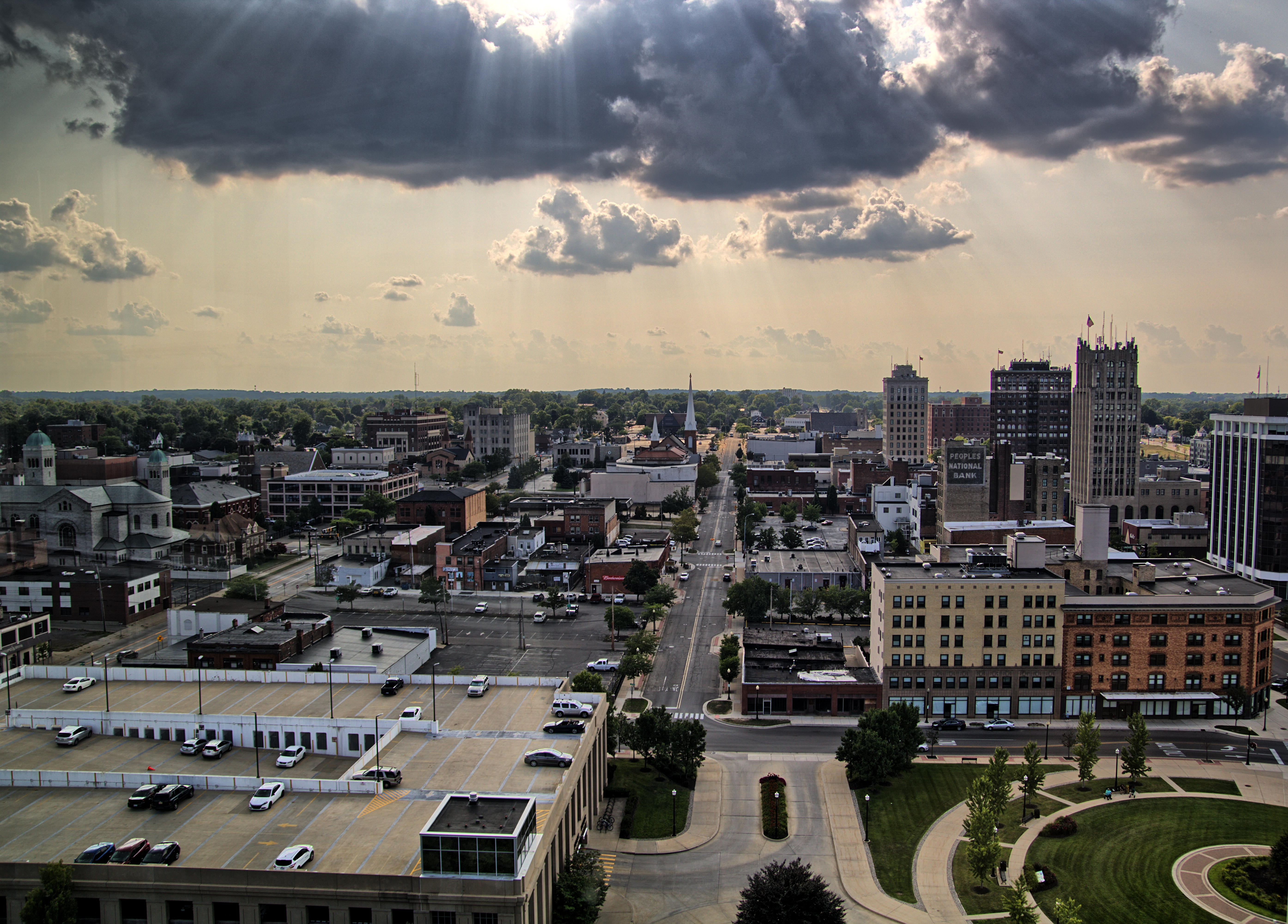
ダウンタウン

ジャクソン（Jackson）は、アメリカ合衆国ミシガン州の都市。ジャクソン郡の郡庁所在地である。人口は3万1309人（2020年）。1827年に設立され、市名はアンドリュー・ジャクソン大統領から取られている。共和党の誕生の地である。ジャクソン・スペースセンターにはアポロ9号が保管されていたが、2004年4月に同センターが閉鎖され、2004年5月にサンディエゴ航空宇宙博物館に移送された。

## 地理
アメリカ合衆国統計局によると、この都市は総面積28.7 km2 (11.1 mi2) である。このうち28.7 km2 (11.1 mi2) が陸地で水地域は存在しない。

## 人口動静
2000年国勢調査で、この都市は人口36,316人、14,210世帯、及び8,668家族が暮らしている。人口密度は1,264.4/km2 (3,274.9/mi2) である。530.6/km2 (1,374.4/mi2) の平均的な密度に15,241軒の住宅が建っている。この都市の人種的な構成は白人73.87%、アフリカン・アメリカン19.70%、ネイティブ・アメリカン0.56%、アジア 0.51%、太平洋諸島系0.04%、その他の人種1.65%、及び混血3.67%である。ここの人口の4.05%はヒスパニックまたはラテン系である。
14,210世帯のうち、33.7%が18歳未満の子供と一緒に生活しており、35.8%は夫婦で生活している。19.9%は未婚の女性が世帯主であり、39.0%は家族以外の住人と同居している。32.0%は独身の居住者が住んでおり、10.8%は65歳以上で独身である。1世帯の平均人数は2.48人であり、結婚している家庭の場合は、3.12人である。
この都市内の住民は29.7%が18歳未満の未成年、18歳以上24歳以下が9.8%、25歳以上44歳以下が30.4%、45歳以上64歳以下が18.2%、及び65歳以上が11.9%にわたっている。中央値年齢は31歳である。女性100人ごとに対して男性は91.0人である。18歳以上の女性100人ごとに対して男性は85.5人である。
この都市の世帯ごとの平均的な収入は31,294 USドルであり、家族ごとの平均的な収入は39,072 USドルである。男性は31,957 USドルに対して女性は23,817 USドルの平均的な収入がある。この都市の1人当たりの収入 (per capita income) は15,230 USドルである。人口の19.6%及び家族の15.2% は貧困線以下である。全人口のうち18歳未満の26.9%及び65歳以上の11.0%は貧困線以下の生活を送っている。